# Mount Medina
Medina är ett berg i Antarktis. Det ligger i Västantarktis. Argentina, Chile och Storbritannien gör anspråk på området. Toppen på Medina är 1 845 meter över havet.
Terrängen runt Medina är varierad. Trakten är obefolkad. Det finns inga samhällen i närheten.